# Томас-римувальник
«Томас-римувальник» (англ. Thomas the Rhymer) — фантастичний роман американської письменниці Еллен Кушнер. Він базується на баладі «Томас-римувальник», фольклору, в якому кохання Томаса Лірмонта до королеви Ельфландської землі було нагороджене даром пророцтва. Роман здобув перемогу в преміях 1991 року «Світове фентезі» та «Міфопоетична премія».

## Сюжет
Томас, гарпер з суду, дружить зі скромним фермером і його дружиною. Коли він починає відносини з Ельспет, їхньою сусідкою, він зривається до Ельфланд, захоплений Королевою Фей. Через сім років він повертається до Гевіна, Мег та Ельспет з прощальним подарунком від королеви: Він може говорити тільки правду.

## Персонажі
- Томас — менестрель, який співав при судовому дворі. До того, як він був захоплений Королевою Фей, був простим безтурботним молодим чоловіком.
- Ельспет — молода жінка, котра закохується в Томаса. За сім років відсутності Томаса її важке життя робить її цинічною.
- Гевін — друг Томаса.
- Королева Ельфланд — потужна і красива, незламна Королева Фей. Хоча вона звільняє Томаса після семи років неволі, вона ніколи дійсно не дозволяє йому йти.
- Мег — дружина Гевіна, яка бачить доброту і правду в Томасі та вірить йому, коли інші відвернулися від нього.

## Премії
- 1991 — Всесвітня премія фентезі;
- 1991 — Міфопоетична премія;
- 2009 — Премія «Tähtifantasia Award» за найкращий іноземний роман фентезі, випущена у Фінляндії в 2008 році.